# Ото фон Зеефрид
Ото Лудвиг Филип фон Зеефрид-Бутенхайм (на немски: Otto Ludwig Philipp Graf von Seefried auf Buttenheim; * 26 септември 1870, Бамберг; † 5 септември 1951, дворец Щибар при Грестен, Долна Австрия) от фамилията фон Зеефрид-Бутенхайм, е 5. фрайхер на Зеефрид-Бутенхайм до Бамберг и Хагенбах, хауптман в австрийската войска, от 10 януари 1904 г. фрайхер/барон на Хагенбах и граф на Зеефрид-Бутенхайм и австрийски лейтенант.

## Биография
Фамилията фон Зеефрид-Бутенхайм е стара франкска благородническа фамилия от 11 век, която е издигната през 1790 г. на фрайхер/барони.
Ото фон Зеефрид е син на фрайхер Лудвиг фон Зеефрид-Бутенхайм-Хагенбах (1846 – 1902) и Емилия фон Шмалтц (1849 – 1921), дъщеря на гръцкия военен министър Хайнрих Кристиан фон Шмалтц (1787 – 1865) и втората му съпруга Мария Елиза Аделхайд фон Цандт (1817 – 1863), дъщеря на генерал-майор фрайхер Леополд Балдуин фон Цандт (1784 – 1851).
Внук е на фрайхер Адолф фон Зеефрид-Бутенхайм (1800 – 1865) и графиня Каролина фон Дерой (1824 – 1889). Потомък е на станалия благородник през 1817 г. баварски генерал и гръцки военен министър Хайнрих Кристиан фон Шмалтц (1787 – 1865) и правнук на граф (издигнат 1861) генерал Лудвиг фон Дерой (1786 – 1864).
Ото фон Зеефрид се жени тайно (цив.) в Милано на 19 ноември 1893 г. (църковно) на 2 декември 1893 г. в Генуа (Италия) за баварска принцеса Елизабет Мария Августа Баварска (* 8 януари 1874; † 4 март 1957), дъщеря на генерал принц Леополд Баварски (1846 – 1930) и ерцхерцогиня Гизела Австрийска (1856 – 1932), втората дъщеря на император Франц Йосиф от Австрия и Елизабет Баварска. Баща ѝ е брат Лудвиг III (1845 – 1921), последният крал на Бавария.
Баща ѝ, най-вече дядо ѝ принц-регент Луитполд Баварски, не са съгласни с нейната женитба. Дядо ѝ Франц Йосиф I им подарява дворец близо до Виена и назначава Ото за лейтенант в първия пехотен полк в Тропау/Опава в Австрия-Силезия. На 30 януари 1904 г. императорът също го издига в графско достойнство. През 1908 г. Ото наследява от австрийската поетеса Жозефина фон Кнор (1827 – 1908) дворец Щибар при Грестен в Долна Австрия. Бракът е щастлив и те имат пет деца. Старият императорът посещава внучката си в нейния дворец във Виена.
Ото фон Зеефрид-Бутенхайм умира на 80 години на 5 септември 1951 г. в дворец Щибар в Грестен в Долна Австрия. Дворецът Щибар днес още е резиденция на фамилията.

## Деца
Ото фон Зеефрид-Бутенхайм и Елизабет Баварска имат пет деца:
- Гизеле фон Зеефрид-Бутенхайм (* 4 януари 1895, Тропау/Опава, Силезия; † 19 януари 1895, Тропау), фрайин

- Елизабет Мари фон Зеефрид-Бутенхайм (* 10 юни 1897, Знайм, Моравия; † 4 август 1975, Виена), графиня, неомъжена, става монахиня
- Августа Мария Габриела фон Зеефрид-Бутенхайм (* 20 юни 1899, Знайм; † 21 януари 1978, Мюнхен), графиня, омъжена на 12 юни 1919 г. в Залцбург за чичо ѝ трети град принц Адалберт Баварски (1886 – 1970), син на принц Лудвиг Фердинанд Баварски (1859 – 1949); има двама сина
- Мари Валерия фон Зеефрид-Бутенхайм (* 20 август 1901, Знайм; † 23 март 1972, Ванкувър, Канада), графиня, омъжена I. на 24 юни 1923 г. в Мюнхен за фрайхер Рудолф фон Щенгел (1899 – 1969), II. на 17 май 1933 г. в Мюнхен за Вилхелм Ото фон Ридеман (1903 – 1940), син на Юлиус Вилхелм фон Ридеман и внук на търговеца Вилхелм Антон фон Ридеман (1832 – 1920); има общо три деца
- Франц Йозеф Ото Мария фон Зеефрид-Бутенхайм (* 29 юли 1904, Унгария; † 15 май 1969, Мадрид) граф на Зеефрид-Бутенхайм и фрайхер на Хагенбах, женен на 9 август 1941 г. във Франкфурт на Майн за Габриела фон Шницлер (1918 – 2017); имат трима сина и дъщеря